# イダルシズマブ
イダルシズマブ（Idarucizumab、開発コードBI 655075）は、ダビガトランに対するモノクローナル抗体である。直接的トロンビン阻害薬に対する拮抗薬として用いられる。
米国FDAは、イダルシズマブを革新的新薬に指定した。
2015年3月、EMA、FDA、カナダ保健省に対して承認申請された。
2015年10月に米国で迅速承認された。同年11月に欧州で承認された。
2016年3月に日本で承認申請され、同年9月に承認された。

## 用量
米国の臨床試験では1回5g静脈注射が投与された。